# Georges Camby
Pour les articles homonymes, voir Camby.
Georges Félix Camby, né le 3 mars 1912 à Hal (Belgique) et  décédé à Tubize le 29 octobre 1991 fut un homme politique belge socialiste.
Camby fut docteur en droit (ULB, 1941) et avocat inscrit au barreau de Nivelles.
Il fut élu conseiller communal (1946-) et échevin de l’instruction publique (1947-1964) de Tubize, député en suppléance de Gaston Baccus (1951-1954), sénateur provincial (1954-1961) de la province de Brabant, puis de l'arrondissement de Nivelles (1961-1965).

## Généalogie
- Il fut fils d' Emile, cheminot et Rosalie Dauwens, ouvrière.

## Sources
- Le Maitron: notice réalisée par Catherine Van Campenhout, section Journalisme ULB, 1984